# Рибчинський Ігор Всеволодович
Ігор Всеволодович Рибчинський (25 жовтня (7 листопада) 1917 містечко Білоцерківка, Хорольський повіт, Полтавська губернія, Російська імперія — † ?) — український режисер та актор, народний артист УРСР (1975).

## Життєпис
Народився у містечку Білоцерківка (нині село Великобагачанського району Полтавської області).
Учасник німецько-радянської війни.
Закінчив Воронезьке театральне училище 1946 року.
По закінченні працював спочатку у театрах РРФСР, у 1950 році повернувся в Україну.
Був актором та режисером у Миколаївському українському музично-драматичному театрі імені Т. Г. Шевченка (1950—1954), головним режисером Київського обласного музично-драматичного театру імені П. К. Саксаганського у Білій Церкві (1954—1969), Сумського українського музично-драматичного театру імені М. Щепкіна (1969—1976), Рівненського українського музично-драматичного театру імені О. Островського (1976—1979).
Серед вистав — «Правда і кривда» М. Стельмаха, «Піднята цілина» за М. Шолоховим (грав роль Нагульнова), «Конармія» за І. Бабелем (роль Гульового), «Материнське поле» за Ч. Айтматовим, «Медея» Евріпіда.